# Schleusingerneundorf
Schleusingerneundorf ist ein Ortsteil der Stadt Schleusingen im Landkreis Hildburghausen in Thüringen.

## Geografie
Schleusingerneundorf liegt etwa sieben Kilometer entfernt von Schleusingen im Tal der Nahe auf einer Höhe von etwa 460 Metern und ist von etwa 700 Meter hohen Bergen umgeben.

## Geschichte
Der Ort im Nahetal entstand vermutlich erst in der späten Siedlungszeit und entwickelte sich um drei bereits im 16. Jahrhundert bestehende Schneidmühlen. 1543 gab es auch Planungen zum Bau einer Glashütte, über deren weitere Geschichte nichts bekannt ist. 1611 wurden 193 Einwohner gezählt.
Der ursprünglich nur Neundorf (neues Dorf) genannte Ort gehörte zur Grafschaft Henneberg und gelangte 1660 an das Herzogtum Sachsen-Zeitz und 1718 an das Kurfürstentum Sachsen. In jener Zeit gehörte der Ort zum Amt Schleusingen und wurde im Unterschied zum gleichnamigen Neundorf bei Suhl Schleusingerneundorf bezeichnet. 1815 erfolgte die Abtretung des Ortes an Preußen, dessen Landkreis Schleusingen er bis 1945 angehörte. Köhlereien und Mühlenbetriebe blieben bis in die jüngere Vergangenheit am Ort bestehen, neben den historischen Schneidmühlen bestand auch eine Mahlmühle. 1904 entstand am Ort ein Zweigbetrieb des Schleusinger Glaswerks, der bald über 100 Beschäftigte hatte, jedoch 1930 stillgelegt wurde. Zu DDR-Zeiten wurde insbesondere die Forst- und Viehwirtschaft im Ort intensiviert. Außerdem wurde der Ort 1954 zum Erholungsort mit ansehnlichem Fremdenverkehrsaufkommen. Am 16. Oktober 1993 wurde Schleusingerneundorf in die neue Gemeinde Nahetal eingegliedert. Diese bildete am 1. August 1996 zusammen mit anderen Orten die Einheitsgemeinde Nahetal-Waldau. Diese wurde am 6. Juli 2018 nach Schleusingen eingemeindet.

## Verkehr
Schleusingerneundorf hat einen Bahnhof an der Rennsteigbahn, eine der steilsten normalspurigen Bahnstrecken Deutschlands, die jedoch seit 1998 nicht mehr im regulären Personenverkehr bedient wird. Der Verein Dampfbahnfreunde Mittlerer Rennsteig e. V. führt unregelmäßig Sonderfahrten mit Dampfzügen durch. Nächstgelegene Stationen, die regulär bedient werden, sind der Bahnhof Rennsteig (nur an Wochenenden) und der Bahnhof Suhl.
Durch den Ort verläuft die ehemalige Bundesstraße 4 (L 3004) zum Rennsteig und nach Ilmenau in nördlicher und nach Schleusingen in südlicher Richtung. Bei Schleusingen besteht Anschluss an die A 73 nach Coburg und Nürnberg sowie Suhl und Erfurt.
Schleusingerneundorf ist mit zwei Haltestellen in das Liniennetz des WerraBus, einer Marke der RBA Regionalbus Arnstadt GmbH, integriert. Auf der Linie 202 bestehen Verbindungen nach Schmiedefeld am Rennsteig, Hinternah, Schleusingen und Hildburghausen.